# Lista ciał niebieskich z uniwersum Gwiezdnych wojen
Poniższa lista przedstawia fikcyjne ciała niebieskie ze świata Gwiezdnych wojen.

## A

### Aargau
Aargau jest głównym światem i centralą Banku Aargau, będącego własnością sojusznika Konfederacji Niepodległych Systemów, Międzygalaktycznego Klanu Bankowego. Aargau jest zlokalizowane w Systemie Zug.

### Abregado-Rae
Abregado-Rae jest planetą w Systemie Abregado.

### Adari
Adari to ojczysta planeta rasy o tej samej nazwie. Planeta jest pokryta ośnieżonymi górami wulkanicznymi.

### Aduba III
Aduba III lub Aduba-3 jest planetą w Systemie Aduba zamieszkaną przez 3 mln mieszkańców. Jest tam mała stocznia.

### Adumar
Adumar, zlokalizowana na granicy Niezbadanej Przestrzeni, jest planetą zasiedloną 10 tysięcy lat BBY (przed bitwą o Yavin) przez grupę separatystów pokonanych przez Republikę i skazanych na wygnanie. Odkryta na nowo 8 lat po bitwie o Endor przez Nową Republikę. Adumarianie, a w szczególności mieszkańcy Imperium Certanu ponad wszystko cenią pilotów myśliwców i honor. Są gotowi zginąć w powietrznej walce ze sławnym pilotem, dla zdobycia szacunku i sławy. Z tego powodu negocjacje w sprawie przyłączenia do Imperium Galaktycznego lub Nowej Republiki chcieli prowadzić głównie z pilotami. Nowa Republika w swojej delegacji wysłała: gen. Wedge’a Antilesa, płk. Tycha Celchu, mjr. Wesa Jansona i mjr. Dereka „Hobbiego” Kliviana, natomiast Imperium m.in. Turra Phennira. Końcowym efektem rozmów było przyłączenie Adumaru do Nowej Republiki.

### Af'El
Af'El to ojczysta planeta rasy Defel. Jest planetą o wysokiej grawitacji, bez warstwy ozonowej. Orbituje wokół ultrafioletowego nadolbrzyma Ka'Dedus. Z powodu braku ozonu promienie nadfioletowe trafiają bezpośrednio w powierzchnię, podczas gdy inne zakresy częstotliwości fal świetlnych są blokowane przez ciężkie gazy atmosfery. Dlatego wszystkie formy życia na Af'El widzą tylko w ultrafiolecie (nie widzą innych kolorów).

### Alderaan
Jedna z centralnych planet. Ojczysta planeta księżniczki Lei Organy-Skywalker, wysadzona przez Gwiazdę Śmierci.

### Almas
Almas jest terraformowaną planetą w systemie Cularin. Jej księżyc Dorumaa również został poddany temu procesowi.

### Anaxes
Anaxes była skalistą planetą położoną na Zewnętrznych Rubieżach, w sektorze Azure. Wchodziła w skład Perlemskiego Szlaku Handlowego. Większą część jej powierzchni pokrywała wysoka, czerwona roślinność. Anaxes miała duże znaczenie dla Republiki Galaktycznej ze względu na jej rolę w ochronie Światów Jądra przed atakami.
Planeta została zniszczona wskutek kataklizmu we wczesnych latach ery Imperium. Jej pozostałości zamieniły się w pas asteroid Anaxes.

### Ando
Ando zlokalizowana na Środkowych Rubieżach, jest domem dwóch ras: lądowej Quarra i wodnej Aqualish. Ando jest oceanicznym światem, wokół którego orbitują 2 księżyce. 95% powierzchni planety jest pokryta przez wodę.

### Anoat
Anoat jest zarówno nazwą systemu słonecznego jak i planety. Zlokalizowana pomiędzy systemem Hoth i Bespin. Sokół Millennium przemierzał ten rejon uciekając przed Imperium. Anoat składa się m.in. z trzech niegościnnych planet: Anoat, Gentes i Deyer. Zostały one opuszczone jeszcze przed galaktyczną wojną domową. Odpady toksyczne skaziły Anoat i terraformowały planetę Deyer, zmuszając populację do jej opuszczenia.

### Antar 4
Antar 4 jest czwartym z sześciu księżyców krążących dokoła gazowego olbrzyma Antar. Dom rasy Gotal. Księżyc ten charakteryzuje się dziwnymi fazami światła i ciemności, spowodowanymi przez jego planetę krążącą wokół słońca.

### Apatros
Apatros jest małym księżycem z atmosferą i skąpą rodzimą roślinnością. Znajduje się na Odległych Rubieżach, a jedna doba trwa na nim 20 godzin. Apatros posiada niewiele miejsc, gdzie można by się udać – kopalnie, kolonia i nagie równiny pomiędzy nimi to wszystko co znajduje się na powierzchni. Kopalnie stanowią potężny kompleks obejmujący jaskinie i tunele wykopane przez KGZR – Korporację Górniczą Zewnętrznych Rubieży – jak również linie wzbogacania i przetwarzania urobku. Niedaleko kolonii znajduje się również port kosmiczny. Frachtowce codziennie opuszczają go z ładunkiem cortosis, który wydobywany jest w kopalniach, kierując się ku innym, bogatszym światom, znajdującym się bliżej Coruscant i Jądra Galaktyki.

### Aquaris
Aquaris to planeta znajdująca się w Regionie Ekspansji. Leży blisko Perlemskiego Szlaku Handlowego i jest popularna wśród przestępców, zwłaszcza przemytników.

### Ator
Ator – Świat Środka, miejsce urodzenia Cliegga Larsa.

### Atzerri
Atzerri – fikcyjna planeta z uniwersum Gwiezdnych wojen. Planeta ta jest pokryta terenami podmokłymi – bagnami, moczarami. Pomimo tego znajduje się na niej wiele dużych miast. Największe z nich to Talos – główny port kosmiczny planety, a także ośrodek handlu.
Istoty zamieszkujące planetę Atzerri odrzuciły wszelkie formy władzy, pogrążając się w anarchii. Oprócz wysokiego stopnia przestępczości, pozwoliło to na bujny rozkwit handlu.

### Axum
Axum – planeta skalista o umiarkowanym klimacie, trzecia w układzie Axum. Leży na Perlemskim Szlaku Handlowym. Na planecie znajdują się Mosiężni Żołnierze z Axum – tajemnicza formacja, która liczy trzydzieści pięć tysięcy posągów. Według legendy byli to prawdziwi żołnierze armii sprzed Republiki, którzy wskutek działania magii zostali przemienieni w mosiądz.

### Axxila
Axxila – planeta na Zewnętrznych Rubieżach, opisana jako "wywrócone na drugą stronę Coruscant”. Pochodził z niej imperialny admirał Firmus Piett.

## B

### Bakura
Bakura to planeta, odkryta i skolonizowana kilka lat przed powstaniem Imperium Galaktycznego. Jej mieszkańcy trudnią się głównie produkcją urządzeń antigrav. 4 lata ABY Bakura została zaatakowana przez Imperium Ssi-Ruuvi, gadopodobnych istot, wykorzystujących siły witalne wrogów do napędzania własnych statków kosmicznych.
Przypadkowo wezwanie o pomoc odebrały siły Rebelii, które właśnie zwyciężyły Imperium w bitwie o Endor. Na czele wyprawy ratunkowej stanął Luke Skywalker. Ostatecznie wspólnymi siłami Imperium i Rebelii udało się odeprzeć atak, a Bakura wstąpiła do Sojuszu.
Podczas wojny z Yuuzhan Vongami Imperium Ssi-ruuvi próbowało wchłonąć Bakurę przez podstęp. Rebelia, która wybuchła wśród P'w'ecków, służących Ssi-Ruuvi, uratowała sytuację, ale był to spisek Yuuzhan Vongów by pokonać Ssi-Ruuków.
Jedynym rozumnym bakuriańskim gatunkiem są Kurtzeni, najwięcej na planecie jest natomiast ludzi. Bakuranie są także znani z przemysłu repulsorowego, choć ludzie są raczej nieufni wobec droidów.
Bakura wyprodukowała kilka Niszczycieli Gwiezdnych. Bakura najszerzej opisana jest w powieści Kathy Tyers Pakt na Bakurze. Jest to planeta, którą Jaden Korr odwiedził w grze Jedi Knight: Jedi Academy.

### Balnab
Balnab to planeta o umiarkowanym klimacie, znajdująca się na terytorium Środkowych Rubieży, w pobliżu Patitite Pattuna. Po raz pierwszy pojawiła się w szóstym odcinku 4. sezonu animowanego serialu Gwiezdne wojny: Wojny klonów.

### Bastion
Bastion to planeta leżąca na skraju Nieznanych Terytoriów Galaktyki. Jest stolicą Szczątków Imperium od czasu pokoju między Imperium a Nową Republiką. To tutaj znajduje się słynna biblioteka, zawierająca olbrzymie zbiory, gromadzone przez cały okres istnienia Imperium, nieraz porównywana do biblioteki na Obroa-skai, uznawanej za największą w Galaktyce do czasu najazdu Yuuzhan Vongów.
To właśnie podczas tej inwazji Bastion został zaatakowany i zajęty przez najeźdźców, a flota imperialna, która go broniła, dowodzona przez Wielkiego Admirała Pellaeona – zdziesiątkowana.

### Batuu
Batuu to odległa planeta zlokalizowana na Zewnętrznych Rubieżach, tuż przy granicy galaktyki. Okres rotacji wynosi 24 godziny, zaś orbitalny – 365 dni. Panuje na niej klimat umiarkowany. Obywatelami planety są Batuuanie.
Początkowo Batuu była tętniącym życiem przystankiem handlowym. Jednak z czasem, kiedy główne szlaki nadprzestrzenne zaczęły ją omijać, stała się atrakcyjnym miejscem dla osób poszukujących spokojnego życia. Przybycie wielu nowych gatunków sprawiło, że Batuuanie rozwinęli przyjazną, otwartą i różnorodną kulturę.  

### Belkadan
Na planecie Belkadan przed inwazją Yuuzhan Vong znajdowała się stacja badawcza stowarzyszenia ExGal. Obecnie planeta jest zniszczona.

### Belsavis
Belsavis to pokryta lodem planeta położona w Zewnętrznych Rubieżach. Używana jako tajemne więzienie Republiki.

### Bespin
Bespin to gazowy olbrzym, słynny z Miasta w Chmurach, w którym Luke Skywalker stoczył swą pierwszą, przegraną walkę z Darth Vaderem.

### Bestine IV
Bestine IV to rodzinna planeta pilota Jeka Porkinsa.

### Bilbringi
Bilbringi to planeta, w przestworzach której znajdują się wielkie stocznie, wykorzystywane głównie przez Imperium. W czasie ofensywy Thrawna odbyła się tutaj bitwa, podczas której flota Imperium została zniszczona, a Thrawn – zabity.

### Bimmisaari
Bimmisaari to rodzinny świat Bimmów. Rozegrał się tu pierwszy zamach komandosów Imperium na Leię Organę Solo, kiedy przyleciała z dyplomatyczną wizytą.

### Bogden
Bogden była kwaterą główną kultu śmierci Bando Gora. Właśnie na tej planecie hrabia Dooku (jako Tyranus) zwerbował Jango Fetta na wzorzec do armii klonów.

### Borleias
Borleias to lesista planeta, którą zdobyli Rebelianci tuż przed zdobyciem Coruscant i gdzie podczas inwazji Yuuzhan Vongów schroniły się siły Nowej Republiki po przegranej bitwie o świat-stolicę.

### Bothawui
Bothawui jest rodzinnym światem Bothan, słynących w całej galaktyce ze świetnie zorganizowanej siatki szpiegowskiej. Wielu mieszkańców tej planety poświęciło życia, by plany Drugiej Gwiazdy Śmierci dostały się w ręce Nowej Republiki. Także stąd pochodził jej były prezydent, Borsk Fey'lya.

### Boz Pity
Boz Pity – „planeta-cmentarz” niemal w całości pokryta trawiastymi stepami, z nielicznymi pasmami górskimi.
Na tej planecie rozegrała się bitwa pomiędzy wojskami Republiki i wojskami Konfederacji (wraz z Radą Jedi). Tu zginęli Jedi Adi Gallia i Soon Bayrs, zabici przez generała Grievousa. Mieściła się tam siedziba bazy Separatystów.

### Bpfassh
Bpfassh jest planetą Sektora Sluis. Miała na niej miejsce insurekcja Mrocznych Jedi w czasach wojen klonów.

### Byss
1. Pustynna planeta w podwójnym układzie gwiazd Byss oraz Abyss, zamieszkana przez Abyssinów – jednooką rasę o nadzwyczajnych właściwościach regeneracyjnych.
2. Planeta w Światach Jądra – o umiarkowanym klimacie, znana jako popularne uzdrowisko.

Za czasów Imperium druga Byss zamieniona została przez Imperatora na tajną fortecę. W warowni na Byss Palpatine hodował swoje klony, na orbicie tej planety natomiast zbudowano Działo Galaktyczne oraz największe okręty w historii Marynarki Imperialnej – Gwiezdne Niszczyciele typu Eclipse. Zamieszkującą i odwiedzającą tę planetę ludność Palpatine wykorzystywał jako dodatkowy „rezerwuar Mocy”, wysysając ją z istot żywych. Byss została zniszczona przez Działo Galaktyczne Palpatine’a.

## C

### Caamas
Caamas była rodzinną planetą Caamasów aż do czasu, kiedy siły Imperium – korzystając z pomocy Bothan – spopieliły jej powierzchnię krótko po wojnach klonów. Wokół Bothan toczyły się w związku z tym spory dotyczące kary za pomoc okazaną Imperium w zniszczeniu Camaas, wybuchła nawet przez to wojna domowa. Działo się to w cyklu Ręka Thrawna.

### Cadomai
Cadomai jest lodową planetą, z której pochodzą Snivvianie.

### Carida
Carida, była planetą, na której mieściła się uznawana za najcięższą Imperialna Akademia. Pochodził z niej Admirał Ozzel, a szkolił się m.in. Han Solo. Została zniszczona za sprawą Pogromcy Słońc 11 ABY, kiedy młody Kyp Durron, opętany przez ducha Exara Kuna, wystrzelił pocisk w kierunku słońca układu, unicestwiając cały system.

### Castell
Castell jest macierzystą planetą Gossam. Podczas wojen klonów stanowiła kwaterę główną Gildii Handlowej.

### Castilon
Castilon to oceaniczna planeta zlokalizowana w Środkowych Rubieżach, blisko granic Dzikiej Przestrzeni. Stanowi ojczyznę gatunku Chelidae. Znajduje się na niej stacja kosmiczna Kolos (Colossus). Podczas wojny między Nową Republiką a Najwyższym Porządkiem dowódca Ruchu Oporu Poe Dameron wysłał pilota Kazudę Xiono na Castilon z misją szpiegowską.

### Cato Neimoidia
Cato Neimoidia – jeden ze „światów-pereł” zachłannych Neimoidian. Jej lokalizacja była ściśle strzeżona przez Nute'a Gunraya. Rozegrała się tu jedna z ostatnich bitew wojen klonów.

### Cerea
Cerea jest domem Cerean, w tym również Ki-Adi-Mundiego. Była regularnie najeżdżana przez piratów, aż Mistrz Jedi z nimi nie skończył.

### Cestus
Cestus jest planetą rasy X'tingów. Miała tu miejsce bitwa wojen klonów.

### Chad
Chad jest domem Rycerza Jedi Callisty.

### Chalacta
Chalacta to planeta leżąca w Środkowych Rubieżach, ojczyzna ludu Chalactan. Pochodziła z niej Mistrzyni Jedi Depa Billaba.

### Cholganna
Cholganna jest planetą macierzystą kotowatych ssaków rasy Nexu.

### Chandrila
Chandrila to fikcyjna planeta ze świata Gwiezdnych wojen, jedna z bardziej znaczących politycznie i gospodarczo. Pochodziła z niej senator, a następnie przywódczyni Sojuszu Rebeliantów, Mon Mothma. Chandrila była także światem ojczystym dla admirała Hirama Draysona.
Na Chandrili znajdował się ponadto starożytny grobowiec Jedi. W roku 14 ABY, sekta Uczniów Ragnosa przybyła tam, aby przy pomocy Berła Ragnosa wyssać aurę Mocy i wykorzystać ją do wskrzeszenia Mrocznego Lorda Markę Ragnosa, będącego ich patronem. Na miejsce dotarł jednak Jaden Korr, który pokonał znajdujących się tam Mrocznych Jedi i zablokował dostęp do sarkofagu Mistrza Jedi przez sprowokowanie zawałów w podziemnej świątyni.

### Christopsis
Christopsis to planeta zlokalizowana w systemie Christoph na Zewnętrznych Rubieżach, gdzie podczas wojen klonów toczyła się o nią bitwa. Jest pokryta lasami z naturalnie występującymi turkusowymi, kryształowymi iglicami, stąd też bywa określana jako "kryształowa planeta".

### Circarpous V
Circarpous V, zwana również Mimban, jest planetą na której rozbili się Luke Skywalker i Leia Organa w drodze na czwartą planetę Systemu. Mieściła się tu nielegalna imperialna kopalnia dolovitu.

### Clak'dor VII
Clak'dor VII, znana również jako Bith – mała planeta na Zewnętrznych Rubieżach, dom rasy Bithów. Została skażona w czasie wojny chemicznej.

### Codi
Codi – księżyc będący domem rasy Reeków.

### Cona
Cona jest rdzennym światem rasy Arconów.

### Concord Dawn
Concord Dawn jest rolniczym światem, z którego pochodził Jango Fett. Toczyła się tu walka między dwoma grupami Mandalorian, którą wygrała ta dowodzona przez Jastera Mereela.

### Corellia
Corellia – rodzinna planeta Hana Solo, stolica gospodarcza Galaktyki.

### Corulag
Corulag jeden z Światów Środka, leżący blisko Coruscant. Pod koniec wojny z Yuzzhan Vongami została wybrana jako odskocznia do odbicia stolicy galaktyki.

### Coruscant
Coruscant to stolica Republiki, Imperium Galaktycznego i Nowej Republiki od niepamiętnych czasów. Cała jej powierzchnia jest pokryta zabudowaniami, a jej współrzędne na mapie Galaktyki to 0,0,0. Coruscant była areną wielu bitew, między innymi w czasie wojen klonów, ofensywy Thrawna. Zajęta przez siły Yuuzhan Vongów, została kompletnie zniszczona 25 lat po bitwie o Yavin i odbita wiele lat później.

### Coyerti
Coyerti była planetą położoną na skraju terytorium Środkowych Rubieży. Ze względu na bogactwo fauny i flory służyła jako wojskowa placówka badawcza nad bronią biologiczną. Podczas Galaktycznej Wojny Domowej stanowiła miejsce konfliktu pomiędzy Sojuszem Rebeliantów a Imperium Galaktycznym.

### Csilla
Csilla jest macierzystą planetą rasy Chissów. Jest to lodowa planeta, na której zima trwa przez cały rok, a huragany potrafią trwać kilkadziesiąt miesięcy, skutecznie utrudniając życie mieszkańcom. Znajdują się tu siedziby wszystkich klanów rządzących rasą Chissów, a także dowództwo Chissańskiej Ekspansywnej Floty Obronnej. Luke Skywalker przybył na Csillę podczas poszukiwań planety Zonama Sekot.

### Cularin
Cularin jest planetą w Systemie Curalin posiadającą dwa księżyce.

## D

### Dagobah
Dagobah to mało znaczący, bagienny świat położony bardzo daleko od Światów Środka; mimo to został on przebadany jeszcze za czasów Starej Republiki, a nieco później stała się domem uciekającego Mistrza Yody. 3 ABY trafił tu, za sprawą ducha Bena Kenobiego, Luke Skywalker. Zaczął się szkolić na Jedi, lecz odszedł przed skończeniem treningu i wrócił dopiero rok później – wtedy jednak Yoda już umierał. Na początku kontrofensywy Thrawna wrócił na ten bagienny świat, gdzie odnalazł antyczne urządzenie przywołujące. Następnym razem pojawił się wraz z Callistą, a jego siostrzeniec wyprawił się tu kilka lat potem.

### Dallenor
Dallenor to pustynna planeta zlokalizowana w Środkowych Rubieżach. Posiada co namniej dwa księżyce. W trakcie prowadzenia wykopalisk archeolog Clatriffe odkrył na planecie holocron Jedi, o czym powiadomił Zakon Jedi. Rada wysłała więc Obi-Wana Kenobiego i Anakina Skywalkera, aby obejrzeli znaleziony przedmiot.

### Dantooine
Dantooine (wymowa: Dantłin) – fikcyjna planeta z galaktyki Gwiezdnych wojen.
Ta trawiasta planeta położona jest na Zewnętrznych Rubieżach, ok. 45 tys. lat świetlnych od Jądra Galaktyki. Posiada jedno słońce i dwa księżyce. Znane okazy fauny z Dantooine to m.in. ogary Kath, iriazy oraz kinrathy. Z uwagi na częste występowanie kryształów do mieczy świetlnych w tamtejszych jaskiniach, Dantooine została wybrana na miejsce szkolenia Rycerzy Jedi.
Dantooine została wspomniana w filmie tylko raz, w Nowej nadziei (Leia kłamie, że znajduje się tam baza Rebeliantów), za to znacznie większą rolę odgrywa w komputerowej grze fabularnej Star Wars: Knights of the Old Republic i jej kontynuacji – The Sith Lords.
Około 25-30 tys. lat BNH Dantooine była pod władaniem Bezkresnego Imperium Rakatan, którzy pozostawili tu jedną ze swoich Gwiezdnych Map. Około 4000 lat BNH na planecie mieściły się niewielkie osady kolonistów – przede wszystkim ludzi, a także Enklawa – miejsce szkolenia i medytacji dla Jedi. Enklawa Jedi i duża część osiedli zostały zrujnowane w trakcie wojen domowych Jedi przez atak Dartha Malaka i następujące po tym konflikty – spowodowane zarówno przez siły zewnętrzne, jak i konflikty wśród mieszkańców planety. We wczesnym okresie Rebelii, Sojusz Rebeliantów posiadał na Dantooine jedną ze swoich baz, opuszczoną na pewien czas przed wydarzeniami opisanymi w Nowej Nadziei. W okresie opisanym w cyklu Kevina J. Andersona Władcy Mocy na Dantooine przeniesiono kolonistów z Eol Sha, nowe osiedle zostało jednak wkrótce zniszczone przez siły Admirał Daali. Podczas inwazji Yuuzhan Vongów na planecie tej odpoczywała Mara Jade, której towarzyszył Anakin Solo. Odbyło się tu też pierwsze starcie z siłami lądowymi Yuuzhan Vongów.

### Da Soocha V
Da Soocha V był księżycem wodnej planety w przestrzeni Huttów i bazą Rebelii, kiedy odrodzony Imperator Palpatine odzyskał władzę. Księżyc nie został wprawdzie spopielony przez potężny superniszczyciel Imperium i burzę Mroku, lecz wkrótce potem jego czarny los się spełnił, stając się pierwszą ofiarą nowego Galaktycznego Działa.

### Dathomira
Dathomira jest planetą, na której rozbił się statek Akademii Jedi Yody, Chu'untor. Była zamieszkana przez wyznawczynie Białego Nurtu i Siostry Nocy, które dosiadały dzikich Rankorów. Trafili tu Leia Organa i Han Solo tuż przed ślubem.

### Dellalt
Dellalt – jest to planeta zlokalizowana w uniwersum Gwiezdnych wojen, znajdująca się na uboczu gromady gwiezdnej Trion.
Powierzchnia planety pokrywają w większości oceany. Na Dellalt znajdują się też trzy kontynenty. Znajduje się na niej niewiele miast – prawdopodobnie ocalało tylko jedno i kilka nielicznych wiosek.
Na tej planecie wieki przed Bitwą o Yavin Xim Despota ukrył swój okręt – „Queen of Ranroon”. To właśnie potomkowie jej załogi zamieszkiwali tę planetę. Dellalt odwiedził Han Solo wraz z Chewiem i przyjacielem Badure Trooperem w celu odnalezienia skarbów Xima Despoty.

### Denon
Denon jest całkowicie zurbanizowaną planetą, na której Zam Wesell szkoliła się na zabójcę i gdzie znalazły bazę wojska Sojuszu po stracie Coruscant.

### Devaron
Devaron jest domem Devaronian.

### Deyer
Planeta Deyer jest niezamieszkanym światem, na którym Stara Republika założyła kolonie. Jest rodzinnym światem Kypa Duronna. Kolonia została zniszczona w czasach Imperium.

### Dorin
Dorin to rodzinna planeta rasy Kel Dor.

### Drall
Drall jest planetą Systemu Koreliańskiego. Na tej planecie znajdował się jeden z gigantycznych silników, który przez przypadek uruchomił młody Anakin Solo. Jest rodzinną planetą gryzoniopodobnych Drallów.

### Dromund Kaas
Dromund Kaas za czasów Starej Republiki było bardzo rozbudowaną planetą Imperium. Trafiali tam wyszkoleni już na Korriban Sithowie. Teraz jest to zwykła planeta bagienna.

### Duro
Duro jest rodzinną planetą Durosów, którzy najwcześniej, zaraz po Korelianach odkryli sekret lotów międzygwiezdnych. Planeta została opanowana przez siły Yuzzhan Vongów. Neimoidianie są potomkami Durosów.

## E

### Eiram
Eiram – planeta położona w Zewnętrznych Rubieżach. Bliźniaczka planety E'ronoh. Oba światy rywalizowały ze sobą (a nawet prowadziły wojny) o kontrolę nad systemem Eiram ze względu na jego ważną funkcję jako nadprzestrzennego punktu nawigacyjnego.

### Elrood
Elrood to planeta w Systemie Elrood. Posiada dwa księżyce, Sharene i Lodos.

### Endor
Endor planeta w Zewnętrznych Rubieżach, wokół której orbituje księżyc o tej samej nazwie – Endor. Zamieszkana przez istoty zwane Ewokami.

### Eriadu
Eriadu, zwana też „Coruscant Odległych Rubieży” jest pełnym fabryk domem Wielkiego Moffa Tarkina.

### Esfandia
Esfandia to protoplaneta położona niedaleko Nieznanych Terytoriów. Nie posiada własnej gwiazdy, a jedynym źródłem energii jest tu jądro planety. Na początku inwazji Yuuzhan Vong Nowa Republika założyła tu bazę przekaźnikową, która stała się obiektem ataku nieprzyjaciela. W przestworzach Esfandii rozegrała się wtedy bitwa między połączonymi siłami Nowej Republiki i Szczątków Imperium a Yuuzhan Vongami.

### Etai
Etai to planeta położona w Środkowych Rubieżach, pokryta wieloma jaskiniami. Górnicy eksplorowali najgłębsze z nich w celu znalezienia rzadkich kryształów Etaan – potężnych kamieni szlachetnych, które wykorzystuje się do zasilania mieczy świetlnych.

## F

### Falleen
Falleen jest domem rasy, do której należał książę Xizor.

### Felucia
Felucia to roślinna planeta na której zamieszkują rankory. W czasie wojen klonów była ona miejscem bitew pomiędzy Armią Droidów a Klonami .

### Fest
Fest jest śnieżną planetą przypominającą Hoth. W 64 poziomie gry „Rouge Squadron” Fest została opisana fabryka specjalizująca się w produkcji AT-AT i AT-PT.

### Fondor
Fondor jest to planeta znajdująca się w realiach Gwiezdnych wojen. Fondor jest planetą niemal całkowicie wyeksploatowaną, ponieważ jest położony w koloniach na Rimmińskim szlaku i został zasiedlony tysiąclecia przed powstaniem Imperium. Fondor swoją sławę zawdzięcza jednym z najlepszych w galaktyce stoczni. To właśnie na tej planecie został wybudowany pierwszy gwiezdny niszczyciel typu Super – Executor.

## G

### Galantos
Ojczysta planeta rasy Fia.

### Gamorr
Gamorr to planeta z której pochodzi rasa Gamorrean.

### Glee Anselm
Glee Anselm jest ojczystą planetą Nautolan. Na niej urodził się np. mistrz Jedi Kit Fisto, który został zabity przez Palpatine’a.

### Gyndine
Gyndine jest światem gdzie znajdują się główne stocznie Kuat Drive Yards. Zbudowano tu Imperatora.

## H

### Haidoral Prime
Haidoral Prime, zwana też po prostu Haidoral, to planeta położona na terytorium Środkowych Rubieży. Do czasu galaktycznej wojny domowej była zarządzana przez Imperium. Gubernatorem planety została emisariuszka Imperialnej Rady Rządzącej Everi Chalis, co stanowiło dla niej karę po tym, jak Imperator Palpatine obwinił ją i kilka innych osób o utratę superbroni Gwiazdy Śmierci.

### Hapes
Hapes to stolica Gromady Gwiezdnej Hapes.

### Haruun Kal
Na tej planecie urodził się Mace Windu. Gdy był jeszcze niemowlęciem, Jedi zabrali go stamtąd na Coruscant i uczyli na Jedi, ponieważ wszyscy Korunaai zamieszkujący Haruun Kal mają kontakt z mocą. Windu powrócił na tę planetę tylko dwa razy. Raz jako nastolatek, a drugi raz chcąc odszukać swoją dawną padawankę Depę Billabę i uratować ją przed ciemną mocą pelekotanu.

### Hok
Hok – planeta skolonizowana przez Granów.

### Honoghr
To zamieszkiwana przez rasę Noghri planeta o zniszczonym przez Imperium środowisku.

### Hoth
Hoth to szósta planeta systemu Hoth. Posiada skrajnie niegościnny klimat – temperatury są niskie, a cała planeta wiecznie pokryta śniegiem. Po wygranej bitwie o Yavin i kontrataku Imperium schroniły się tu siły Sojuszu Rebeliantów, wyparte w wyniku bitwy o Hoth. Na tej planecie jest wiele potworów śnieżnych znanych z filmu Gwiezdne wojny: część V – Imperium kontratakuje i z gier komputerowych Jedi Knight: Jedi Academy oraz Star Wars Battlefront.

## I

### Ilum
Planeta pokryta całkowicie lodem, na którą podróżują Mistrzowie Jedi wraz ze swoimi uczniami. Na jej powierzchni znajduje się Kryształowa Jaskinia, gdzie Padawani znajdują kryształ do swojego miecza świetlnego. Na ścianach jaskini znajdują się rysunki wydarzeń z historii Zakonu Jedi.

### Iridonia
Iridonia jest ojczystą planetą Zabraków.

### Ithor
Ithor to planeta zamieszkiwana niegdyś przez Ithorian, pokryta świętym lasem, do którego wstęp mieli tylko najwyżsi kapłani. Pozostali Ithorianie zamieszkiwali miasta na orbicie. Planeta zniszczona kompletnie w czasie inwazji Yuuzhan Vong na galaktykę.

## J

### Jakku
Jakku to pustynna planeta, usiana pozostałościami po wojnie Imperium Galaktycznego z Sojuszem Rebeliantów. Na tej planecie dorastała Rey – jedna z pierwszoplanowych postaci w siódmej części Gwiezdnych wojen oraz jej kontynuacji.

## K

### Kalist VI
Kalist VI to rodzinna planeta Daka Raltera, strzelca Luke Skywalkera podczas bitwy o Hoth.

### Kalamar
Kalamar (ang. Mon Calamari, inna nazwa Dac) planeta, której powierzchnia pokryta jest przez ocean. Jej rybo-podobni mieszkańcy budowali pływające miasta jak Reef home city zatopiony przez flotę admirał Daali. Kalamarianie byli częścią sojuszu na rzecz przywrócenia republiki. Wspomagali oni siły Rebelii znanymi krążownikami Mon Calamari, pilotami i mechanikami. Wzięli udział w bitwie z drugą gwiazdą śmierci przy lesistm księżycu Endora.
Podczas wojny z Yuuzhan Vongami był czasowo stolicą Sojuszu Galaktycznego zastępującą okupowaną przez nieprzyjaciela Coruscant. Z Kalamaru pochodził strateg admirał Ackbar, który w wyniku sabotażu rozbił się na katedrze wichrów na Vortexie, niszcząc ją. Sabotaż był dziełem jego przyjaciela Terpfena, który w wyniku operacji stał się marionetką dyrektora imperialnej akademii szturmowców. Inną znaną Kalamarianką była Cilghal, pierwsza uzdrowicielka Jedi po rozkazie 66. To ona wyleczyła Mon Mothmę z choroby wywołanej nanoniszczycielami.

### Kamino
Kamino to planeta leżąca w Odległych Rubieżach Galaktyki, zamieszkana przez słynnych klonerów, którzy stworzyli na zamówienie Republiki armię klonów, która posłużyła do walk z Separatystami w okresie wojen klonów.

### Katarr
Katarr to planeta zamieszkana przez rasę Miraluka, której najbardziej znaną przedstawicielką jest Visas Marr. Planeta została zaatakowana przez Darth Nihilusa, który wybił wszelkie żywe istoty. Przyczyną jego ataku była grupa ukrywających się na planecie Jedi.

### Kerkoidia
Kerkoidia – niebiesko-szara planeta położona w Regionie Ekspansji. Pochodził z niej Whorm Loathsom, który przez długi czas służył w kerkoidiańskich siłach obrony planetarnej. Po bitwie o Endor Nowej Republice udało się wyzwolić planetę z rąk Imperium.

### Kessel
Kessel – więzienna planeta Imperium. Zsyłano tam m.in. Wookieech do ciężkich prac w kopalniach.

### Khomm
Khomm to planeta ojczysta rasy o tej samej nazwie. Znajdując się na skraju obszaru określanego jako centrum galaktyki należy ona do galaktycznej wspólnoty od bardzo dawna. Około 100 generacji przed bitwą o Yavin jej mieszkańcy uznali, że osiągnęli odpowiedni poziom cywilizacyjny, postanowili, że nie warto nic zmieniać i zatrzymali progres.
Co charakterystyczne dla tej planety, za „odpowiedni” uznali również stan materiału genetycznego swojego narodu, w związku z tym postanowili się klonować. Jeden z klonów, Dorsk 81 został uczniem Jedi w Praxeum Luke’a Skywalkera.

### Kirrek
Kirrek to jedna z planet leżących w układzie Koros. Była ona areną dwóch bitew w roku 5000 BBY. Najpierw stoczono na niej ostatnią bitwę podczas wojen unifikacyjnych, a później odbyło się tam starcie między wojskami Republiki i Sithów podczas wielkiej wojny nadprzestrzennej.

### Korelia
Korelia – planeta z uniwersum Gwiezdnych wojen, ojczyzna Korelian.
Stanowi stolicę całego Układu Koreliańskiego, na który składają się jeszcze: Drall, Selonia, Talus, Tralus i starożytna stacja Centerpoint. Stolicą, a zarazem największym miastem planety jest Koronet.
Mieszkańcy Korelii jako pierwsi poznali tajemnicę lotów nadprzestrzennych, najprawdopodobniej dlatego, że w zamierzchłych czasach planeta znajdowała się pod władzą Rakatan, którzy posiedli tę wiedzę. W czasach Starej Republiki była rządzona przez Dyktat i miała przedstawicieli w Senacie. Ze względu na niewielką odległość od Jądra, miała duże znaczenie strategiczne. W czasach galaktycznej wojny domowej pozostawała wierna Imperium, a po jego upadku długo jeszcze nie otwierała swoich bram przed Nową Republiką aż do Kryzysu Koreliańskiego, kiedy władzę przejął samozwańczy dyktator Thrackan Sal-Solo. Pięć lat po wojnie z Yuuzhan Vongami została wybrana miejscem do przeprowadzenia zbrojnej demonstracji w celu zmuszenia do posłuszeństwa zbuntowanych planet.

### Korriban
Korriban – planeta silnie związana z Sithami i Ciemną Stroną Mocy. Jej powierzchnia to głównie skaliste pustynie poprzecinane głębokimi kanionami.

### Kuat
Tutaj ma swoją siedzibę firma Kuat Drive Yards.
Buduje ona statki kosmiczne dla Imperium.

## M

### Malachor V
Malachor V − piąta planeta fikcyjnego układu planet Malachor, jedna z kluczowych planet fabuły gier RPG osadzonych w świecie Gwiezdnych wojen, Knights of the Old Republic i Knights of the Old Republic II: The Sith Lords.
Darth Sion nazwał ją kiedyś „grobem Jedi”. Mieściło się tam wiele potężnych świątyń i artefaktów Jedi, a także Akademia Mrocznych Jedi – Akademia Trayus.
Podczas Wojen Mandaloriańskich Jedi Revan sprzeciwił się woli Rady Jedi na Dantooine i wyruszył do walki z Mandalorianami wraz z wieloma młodymi Jedi, przeciągając ich i jednocześnie sam ulegając Ciemnej Stronie. Malachor V stał się wtedy areną końcowej bitwy tamtej wojny, zginęło tam tysiące upadłych, młodych Jedi, zwolenników Revana, sam Revan zakończył wojnę pokonując przywódcę Mandalorian, a wkrótce jako Darth Revan wyruszył zniszczyć Republikę i Zakon Jedi. Wydarzenia te mają miejsce przed tymi z Knights of the Old Republic. Po Wojnach Mandaloriańskich Malachor V stał się kompletnie zniszczonym światem, zamieszkiwały go potwory powstałe w wyniku działań Ciemnej Strony którą władał Revan i jego towarzysze. Nie zostało nic z wielkich świątyń i artefaktów Jedi.
Pięć lat po wydarzeniach opisanych w Knights of the Old Republic na Malachor V przybywa w poszukiwaniu Revana Wygnana Jedi, bohaterka Knights of the Old Republic II: The Sith Lords. Zostaje zwabiona tam przez mistrzynię Revana, Kreię, która ostatecznie okazuje się Lordem Sith – Darth Trayą. Darth Traya przekształciła ocalałą Akademię Jedi na Malachor V w Akademię Sithów. Malachor V znowu stał się areną ostatecznego pojedynku między Wygnaną Jedi a Darth Trayą, wcześniej również jednym z jej dwóch uczniów – Darth Sionem. Wygnana Jedi ostatecznie pokonuje Trayę. Następnie, uruchamiając Generator Masy Krytycznej, ostatecznie zniszczyła planetę.

### Manaan
Manaan – planeta, która pojawiła się pierwszy raz w grze Star Wars: Knights of the Old Republic w 2003 roku, ukazana została również w grze Empire at War z 2006 roku. Planetę w całości pokrywa wielki ocean, a jedynym miastem jest Ahto City zbudowane przez Selkathan, miejscową rasę z Manaan. Planeta ta to również jeden ze znanych światów należący niegdyś do Bezkresnego Imperium, na którym Rakatanie umieścili Gwiezdną Mapę.
Manaan jest jedynym miejscem w galaktyce, w którym rośnie kolto – roślina o cennych właściwościach leczniczych. Selkathanie sprzedawali kolto w czasie wojny domowej Jedi zarówno Sithom, jak i Republice Galaktycznej, co zapewniało im neutralność. Podczas wojny domowej Jedi Revan przybył na Manaan, aby odnaleźć Gwiezdną Mapę ukrytą głęboko na dnie oceanu pod Ahto City.

### Mandalore
Mandalore to planeta zamieszkana przez wojowników honoru – Mandalorian. Została doszczętnie zniszczona przez Imperium.

### Mustafar
Mustafar to planeta znajdująca się w Zewnętrznych Rubieżach, w układzie Mustafar, 53 000 lat świetlnych od centrum galaktyki na drodze hydiańskiej.
Przez wiele lat Mustafar była źródłem olbrzymich dochodów dla Unii, a jej „odizolowanie” zapewniało bezpieczeństwo operacjom wydobywczym. To także spowodowało, że w czasie wojen klonów Mustafar stało się idealną kryjówką i punktem dowodzenia Rady Separatystów. Tu także nastąpił jej koniec, gdy na polecenie Lorda Sidiousa generał Grievous rozkazał ulokowanie rady na Mustafar. Przybycie Dartha Vadera i wymordowanie przywódców Separatystów, nazwane „wypadkiem przemysłowym” w wiadomościach Holonetu, spowodowało natychmiastowe zakończenie wojny. Tu także dopełnił się los mrocznego ucznia Imperatora pokonanego przez Obi-Wana Kenobiego. Przed śmiercią uratowało go przybycie Palpatine’a i odbudowa cybernetycznego ciała na Coruscant.

### Mygeeto
Mygeeto było mroźną planetą osadzoną na Zewnętrznych Rubieżach, w sektorze Albarrio i układzie o tej samej nazwie. Rdzennymi mieszkańcami planety byli Mygeetanie. Planetę zamieszkiwali również Muunowie i prymitywne stworzenia – kryształowe robale. W czasach ery przedrepublikańskiej Mygeeto padło ofiarą Bezkresnego Imperium Rakatan.
W 30000 roku przed bitwą o Yavin Mygeeto padło ofiarą Bezkresnego Imperium. Dopiero po pięciotysięcznej egzekucji Rakatanie, którzy ponieśli klęskę powrócili na swój ojczysty Lehon.
W czasie epoki stuletniej ciemności planetą zawładnęli Huttowie i Neimoidianie.
W pewnym czasie, podczas kontrolowania Mygeeto przez Intergalaktyczny Klan Bankowy, Muunowie, przewodniczący organizacji odkryli planetę i postanowili wziąć mieszkańców planety na niewolników. Po zbadaniu planety i kryształowych tuneli znajdujących się na niej, klan bankowy wysłał flotę, by kontrolowała Mygeeto. Członkowie organizacji nakazali wybudować miasta, które miały na celu kontrolować pracę niewolników. Mygeeto stało się drugim domem Muunów.
Kryształy można było montować do rozmaitej broni świetlnej, więc rycerze Jedi mogliby pobierać je z planety, ale Klan Bankowy nie pozwalał im na zbadanie Mygeeto.
W czasach wojen klonów na Mygeeto wybuchła bitwa o planetę między siłami Separatystów i Republiką pod wodzą mistrza Jedi Ki-Adi-Mundiego. Najwyższy kanclerz Palpatine ogłosił Mygeeto jako jedna z trzech planet tworzącą tzw. Triadę zła. Wchodziły w nią planety Saleucami, Felucia i właśnie Mygeeto, gdzie poleciał Ki-Adi-Mundi z oddziałem piechoty śnieżnej. Ki-Adi czasami musiał występować w zebraniach Rady za pomocą hologramu. Podczas gdy bitwa cały czas trwała, legionem dowodził Bacara.
Pod koniec bitwy Bacara dostał przekaz od Imperatora o zniszczeniu Jedi. Wraz z całym oddziałem wycelowali w Jedi i zakończyli życie Mundiego. Podczas galaktycznej wojny domowej Mygeeto kontrolował Sojusz Rebelii. Darth Vader poprowadził atak myśliwców na bazę rebeliantów i przejął planetę.

## N

### Naboo
Podwodny świat na tej planecie jest zamieszkany przez Gungan.

### Nal Hutta
Nal Hutta – fikcyjna planeta ze świata Gwiezdnych wojen. Należy do rasy Huttów. Z Nal Hutta pochodzi Jabba. Jej księżycem jest Nar Shaddaa.

### Nar Shaddaa
Nar Shaddaa jest to fikcyjny księżyc z Gwiezdnych wojen, krążący wokół planety Nal Hutta. Z Nar Shadaa gracz spotyka się m.in. w Jedi Knight II: Jedi Outcast, gdzie Kyle Katarn spotkał Lando Calrissiana, a także w Knights of the Old Republic II: The Sith Lords, gdzie gracz poszukuje mistrza Jedi Zez-Kai Ell. Planeta ta jest siedliskiem różnych szumowin i przemytników. W sektorze uchodźców można znaleźć wielu weteranów i pilotów. W grze Knights of the Old Republic II: The Sith Lords spotykamy dwóch Twelków, których rozmowa może sprawić, że Atton Rand staje się Obrońca Jedi.

## O

### Onderon
Onderon jest jedną z trzech planet w systemie Japreal. Posiada umiarkowany klimat. Dawniej stanowiła dom prymitywnej rasy człekokształtnej. Tak jak wiele skrajnych światów, Onderianie nie ufają obcym. Największym księżycem planety jest Dxun, którego w większości pokrywają dżungla oraz góry. Pięć lat po Wojnie Domowej Jedi na Onderonie rozgorzała walka o wpływy między rodzinami szlacheckimi, w której pomogła Wygnana Jedi. Z Onderonu pochodziła senatorka Mina Bonteri oraz jej syn, Lux.

### Ossus
Ossus – fikcyjna planeta ze świata Gwiezdnych wojen. Znajduje się na niej Wielka Biblioteka Jedi. Jest to trzecia planeta w systemie Adega w sektorze Auril. Posiada wyjątkową orbitę w kształcie ósemki wokół dwóch gwiazd systemu. Siedziba Nowego Zakonu Jedi.

## P

### Patitite Pattuna
Patitite Pattuna – planeta położona w Środkowych Rubieżach, niedaleko Balnab. Po raz pierwszy pojawiła się w szóstym odcinku 4. sezonu serialu Gwiezdne wojny: Wojny klonów.

### Peragus II
Peragus II jest fikcyjnym, osadzonym w świecie Gwiezdnych wojen ośrodkiem górniczym położonym w układzie Peragus i wydobywającym tanie, niskogatunkowe paliwo. Na dostawach paliwa z Peragus II opiera się infrastruktura energetyczna wielu okolicznych systemów.
W ośrodku tym rozgrywają się jedne z pierwszych wydarzeń gry komputerowej Knights of the Old Republic II: The Sith Lords.
Po przybyciu Wygnanej Jedi na Peragus II w celu naprawy poważnie uszkodzonego statku, droid HK-50, który dostaje się wraz z Wygnaną na stacje, za pomocą serii intryg doprowadza do wymordowania całego personelu stacji. Wkrótce jego śladem przybywają Sithowie na czele z Lordem Sithów Darthem Sionem, którzy mają na celu pojmanie Wygnanej. Podczas jej desperackiej ucieczki i ostrzeliwania przez Sithów na oślep jej statku trafiona zostaje przez nich asteroida z paliwem, co wywołuje reakcję łańcuchową i zniszczenie całego Peragus II.

### Persis IX
Persis IX to ponura, pokryta chmurami planeta przynależąca do Regionu Ekspansji. Zamieszkuje ją robakopodobny gatunek Grindalidów. Planeta ma tak gęstą atmosferę, że blokuje większość docierającego światła, na które oczy i skóra jej mieszkańców są niezwykle wrażliwe.

### Polis Massa
Polis Massa – fikcyjna lokalizacja z uniwersum Gwiezdnych wojen. Pas asteroid powstały w wyniku kataklizmu, który rozbił znajdującą się w tym rejonie planetoidę, zamieszkaną przez podziemną cywilizację Eellayin.
Nazwa Polis Massa oznacza zarówno cały pas asteroid, jak i największą z nich. Formalnie należała do Republiki, a jej władze nastawione były przyjaźnie do Jedi. Po Rozkazie 66 wielu ocalałych rycerzy znalazło tam bezpieczne schronienie, gdyż znajdowała się w odległym zakątku Galaktyki, z dala od głównych szlaków.
W szpitalu na Polis Massa Padmé Amidala Skywalker urodziła bliźnięta Luke’a i Leię. Tam właśnie Yoda i Bail Organa podjęli decyzję o rozdzieleniu bliźniąt i wysłaniu dziewczynki na Alderaan z przybranym ojcem, chłopca zaś na Tatooine, pod opiekę wuja, Owena Larsa.
Także stamtąd przesłane zostały księżniczce Lei przebywającej na pokładzie Tantive IV krótko przed Bitwą o Yavin plany Gwiazdy Śmierci, przechwycone przez rebelianckich szpiegów.

## Q

### Quermia
Quermia – planeta położona na terytorium Zewnętrznych Rubieży, w pobliżu planety Troiken. Ojczyzna gatunku Quermian. Pochodził z niej Mistrz Jedi Yarael Poof.

### Quesh
Quesh – toksyczna planeta występująca w grze Star Wars: The Old Republic.

## R

### Rakata Prime
Rakata Prime to planeta w Nieznanych Regionach, znana również pod nazwą Lehon. Była ojczystą planetą Rakatan – twórców Bezkresnego Imperium Rakatan. Mieściła się tam Gwiezdna Kuźnia.

### Raxus Prime
Raxus Prime to planeta pełniąca rolę złomowiska galaktycznego. Jest jedną z planet występujących w grze Star Wars: The Force Unleashed. Na niej właśnie pokonujemy starego i zdziwaczałego mistrza Jedi Kazdana Paratusa.

### Rodia
Rodia to ojczysta planeta Rodian, niewysokich zielonych istot ze szpiczastymi uszami i antenkami na czole (przedstawicielem tego gatunku był Greedo). Rodia jest planetą porośniętą tropikalną dżunglą, zamieszkałą przez bardzo wiele gatunków zwierząt, w tym groźnych drapieżników. Stało się to powodem, dla którego Rodianie rozwinęli umiejętności myśliwych. Z chwilą przyłączenia Rodii do galaktycznej wspólnoty jej mieszkańcy zyskali reputację znakomitych łowców nagród.
Wraz ze wzrostem ilości przemysłowych zanieczyszczeń Rodianie zaczęli chronić swoje miasta kloszami z osłon energetycznych pozwalając jednak na ruch statków kosmicznych. Rodia odegrała istotną rolę w historii wojen klonów, gdy stała się miejscem pojmania Nute Gunraya.

### Ryloth
Ryloth to fikcyjna planeta w uniwersum Gwiezdnych wojen. Znajduje się w Zewnętrznych Rubieżach i jest miejscem pochodzenia rasy Twi'leków.
Planeta położona jest na Szlaku Koreliańskim, stanowi początek Korytarza Wiatru Śmierci. Posiada pięć księżyców i jest drugim satelitą swojej gwiazdy macierzystej, a jej czas obiegu równa się czasowi obrotu wokół własnej osi i wynosi 305 dni standardowych. Z tego względu jedna strona planety pozostaje przez cały czas oświetlona, a na drugiej panuje wieczna noc – co w połączeniu z ukształtowaniem powierzchni owocuje niegościnnym, jałowym klimatem. Prędkość wiatrów na Ryloth dochodzi do 500 km/h, w pobliżu terminatora zaś powstają mordercze ogniste burze, grożące zagładą wszelkich żywych istot. Mieszkańcy Ryloth żyją w kompleksach jaskiń w tych właśnie rejonach, gdyż tylko tam temperatury utrzymują się w granicach pozwalających na egzystencję bez rozbudowanych systemów podtrzymywania życia.
Ryloth odkryto około roku 10000 BBY – była jedną z pierwszych odkrytych planet Zewnętrznych Rubieży. Twi'lekowie znajdowali się wtedy na dość niskim poziomie rozwoju cywilizacji. Od tego czasu zaczęto nielegalnie handlować nimi jako niewolnikami, a szczególną popularnością cieszyły się twi'lekańskie tancerki. Po jakimś czasie posiadanie Twi'leka stało się oznaką statusu majątkowego.
Około roku 4800 BBY na Ryloth odnaleziono minerał zwany ryll, będący jednym z cenniejszych gatunków przyprawy.
Na Ryloth urodzili się m.in. Tott Doneeta i Hera Syndulla. W 44 BBY Quinlan Vos odnalazł na Ryloth Aaylę Securę, która wkrótce stała się rycerzem Jedi. W czasie wojen klonów planeta przyłączyła się do Konfederacji Niezależnych Systemów. W czasach Imperium po cichu wspierała Rebelię. Była centrum Sojuszu Różnorodności.

## S

### Sernpidal
Trzecia co do wielkości planeta w układzie Julevian (w Ramieniu Tingel). W 25 ABY na powierzchni planety został umieszczony przez Yuuzhan Vongów dovin basal, przyciągający jeden z księżyców planety, zwany Dobido. Księżyc roztrzaskał się o powierzchnię.

### Shili
Shili – planeta znajdująca się w pobliżu Alderaan i Balnab. Jest w większości porośnięta łąkami. Zamieszkuje ją rasa Togrutan. Z Shili pochodzą  Shaak Ti oraz Ahsoka Tano.

### Skako
Jedna z planet środka. Jej atmosfera jest bardzo gęsta i trująca dla ludzi toteż mało kto ją odwiedza. Pochodzi z niej inteligentna rasa Skakoan (której przedstawicielem jest Wat Tambor). Podobnie jak Coruscant, Skako jest ekumenopolis.

### Sluis Van
Sluis Van to największa i najsławniejsza stocznia w uniwersum Star Wars. Wielki Admirał Thrawn zaatakował ją w książce „Dziedzic Imperium”, lecz została szczęśliwie obroniona.

### Sullust
Sullust to rodzinna planeta rasy Sullustan, a zarazem ważny ośrodek galaktycznego przemysłu. Swoją siedzibę ma tu korporacja SoroSuub, która jest tak potężna, że właściwie rządzi planetą.
Sullust przez większą część galaktycznej wojny domowej był lojalny wobec Imperium, ale pod koniec przeszedł za namową Niena Nunba na stronę Rebelii.

## T

### Telos IV
Telos IV – planeta znajdująca się na Zewnętrznych Rubieżach Galaktyki. Bardzo ucierpiała podczas wojny domowej Jedi, z powodu zbombardowania planety przez siły Sithów. Dzięki międzyplanetarnemu projektowi rekultywacji planeta znów wróciła do życia, stając się ponownie domem dla wielu istot.

### Thyferra
Thyferra – wilgotna planeta, porośnięta dżunglą. Ojczyzna rasy Vratix. Tu wynaleziono bactę.

### Toydaria
Toydaria – planeta leżąca w Przestrzeni Huttów na Środkowych Rubieżach. Ojczyzna gatunku Toydarian. Posiada umiarkowany klimat, jest pełna lasów i bagien. Toydarią rządzi rodzina królewska na drodze monarchii feudalnej.

### Trandosha
Trandosha, znana również po prostu jako Dosh, to drzewiasta planeta położona w Środkowych Rubieżach. Sąsiaduje z planetą Kashyyyk. Jest ojczyzną Trandoshan, którzy słyną z niezwykłych umiejętności łowieckich. Zaciekle rywalizują oni ze swoimi galaktycznymi sąsiadami, gatunkiem Wookieech. Z Trandoshy pochodził Bossk, jeden z najbardziej przerażających łowców nagród w galaktyce. Księżycem planety jest Wasskah.

### Tython
Tython – planeta na której pierwszy raz odkryto Moc, a później nastąpił rozłam na Sithów i Jedi. Darth Bane nauczył się tu robić holokrony.

## U

### Utapau
Utapau – planeta w Zewnętrznych Rubieżach, w sektorze Tarabba, w systemie pojedynczej gwiazdy. Zlokalizowana na Rimmańskim Szlaku Handlowym, 51 000 lat świetlnych od centrum galaktyki. Populacja planety wynosiła 95 milionów mieszkańców.
Planetę obiegało 9 księżyców powodując silne ruchy pływowe. Mniej niż 0,9% wody na planecie znajdowało się na jej powierzchni, planetę otaczał za to podziemny ocean. Ten prawie pustynny świat omiatany potężnymi wichurami był kiedyś planetą oceaniczną, jednak silne ruchy pływowe oceanu spowodowały erozję słabych skał powierzchniowych i woda spłynęła pod powierzchnię w system tuneli i jaskiń krasowych, powodując osuwanie się ziemi i tworzenie charakterystycznych zapadlisk, którymi usiana jest powierzchnia planety.
Dzięki wodzie dna zapadlisk były dość bogate w różne formy roślin, od mchów i porostów po bardziej złożone organizmy. Nimi pożywia się najbardziej znany przedstawiciel fauny Utapau – varactyl.
Uważa się, że istoty inteligentne, humanoidzi, skolonizowały Utapau około 57 000 lat temu, czyli wiele wcześniej niż powstała Stara Republika. Przez wiele lat planeta pozostawała na uboczu, zapomniana. W tym czasie z pierwotnych kolonistów wyewoluowały dwie pokrewne rasy długowiecznych, wysokich (1,9 m) i szczupłych Pau'an, oraz niskich (1,22 m), krępych Utaian. Niewiele wiadomo o zamierzchłych czasach cywilizacji Utapau. Dopiero kilkadziesiąt lat przed wojnami klonów kompanie górnicze odkryły bogate zasoby mineralne podziemnego oceanu i rozpoczął się ponownie „złoty wiek” planety.
Wysocy i smukli Pau'anie stali się mieszkańcami równin, gdzie okiełznali siły wiatru, Utai zaś znaleźli dom wśród tuneli i jaskiń pod powierzchnią, gdzie udomowili najpierw dactilliony i wkrótce potem varactyle jako zwierzęta pociągowe. Zniknięcie wody z powierzchni zmusiło dumnych Pau'an do poszukiwania jej pod ziemią, a więc do nawiązania bliskich kontaktów z Utai. Wymiana maszyn napędzanych wiatrem za zwierzęta pociągowe dała początek rozwiniętej cywilizacji, stworzenia porządku społecznego, wybudowania miast i fabryk pod powierzchnią planety. Taką cywilizację „odkryli” na nowo współcześni mieszkańcy Republiki. Podpisanie odpowiednich traktatów umożliwiło rozpoczęcie dochodowych operacji wydobycia surowców z podziemnego oceanu.
Ironicznie odosobnienie i neutralność planety stały się jej zgubą. Generał Grievous zdobył planetę, która mogła się bronić jedynie przy pomocy niewielkiej floty dreadnaughtów, flotylli myśliwców Porax-38 (P-38) pilotowanych przez Utai oraz niewielkich sił naziemnych Pau uzbrojonych w karabiny blasterowe i siły „powietrzne” dactillionów. Tutaj Separatyści postanowili zbudować tajne centrum dowodzenia. Separatyści w celu wzmocnienia sił obronnych planety oprócz osadzenia na górnych poziomach Pau City okrętu dowodzenia wypełnionego tysiącami różnorodnych droidów bojowych, uruchomiły lokalną produkcję uzbrojenia, w tym myśliwców Mankvim-814.
Pod koniec wojen klonów, po bitwie nad Coruscant, generał Grievous wraz z Radą Separatystów przeniósł centrum dowodzenia na Utapau. Tutaj został wyśledzony po przechwyceniu poczty dyplomatycznej z Utapau przez dwóch żołnierzy Wielkiej Armii Republiki. Mimo natychmiastowej reakcji Jedi i Wielkiego Kanclerza, Radzie Separatystów udało się umknąć, jednak Grievous zginął z ręki mistrza Jedi Obi-Wana Kenobiego, a droidy zostały pokonane przez dwie brygady wojsk Republiki i siły lokalne pod wodzą Tiona Medona. Po wydaniu rozkazu 66 i unieszkodliwieniu Obi-Wana, siły Republiki stały się siłami okupacyjnymi, a mieszkańcy planety znowu znaleźli się w niewoli stanu wojennego, tym razem pod władzą Imperium.

## V

### Varl
Pradawna planeta, z której rzekomo pochodzą Huttowie. Jej dokładna lokalizacja nie jest znana. Huttyjska legenda wspomina o dwóch słońcach, które mieszkańcy planety czcili jako bogów; w pewnym momencie przestały one istnieć. W wyniku tego Huttowie sami uznali się za najważniejszych w galaktyce, i przenieśli się na Nal Huttę.

### Velusia
Planeta, na której w czasach wojen klonów odbyła się bitwa między Separatystami a Republiką.

## W

### Wasskah
Wasskah był księżycem krążącym wokół planety Trandosha. Posiadał wyspy porośnięte gęstym lasem, dlatego bywał nazywany "leśnym księżycem Trandoshy". Wasskah należał do trandoshańskiej gildii myśliwskiej, która wykorzystywała Wyspę Czwartą, jedną z wysp księżycowych, jako teren polowań na świadome ofiary. To tutaj, w celu zabicia dla sportu, sprowadzona została Ahsoka Tano po tym, jak schwytał ją Lo-Taren. Tano udało się jednak uciec dzięki pomocy dwóch Wookieech – Chewbakki i Tarffula – oraz łowczyni nagród Sugi.